# Bischheim

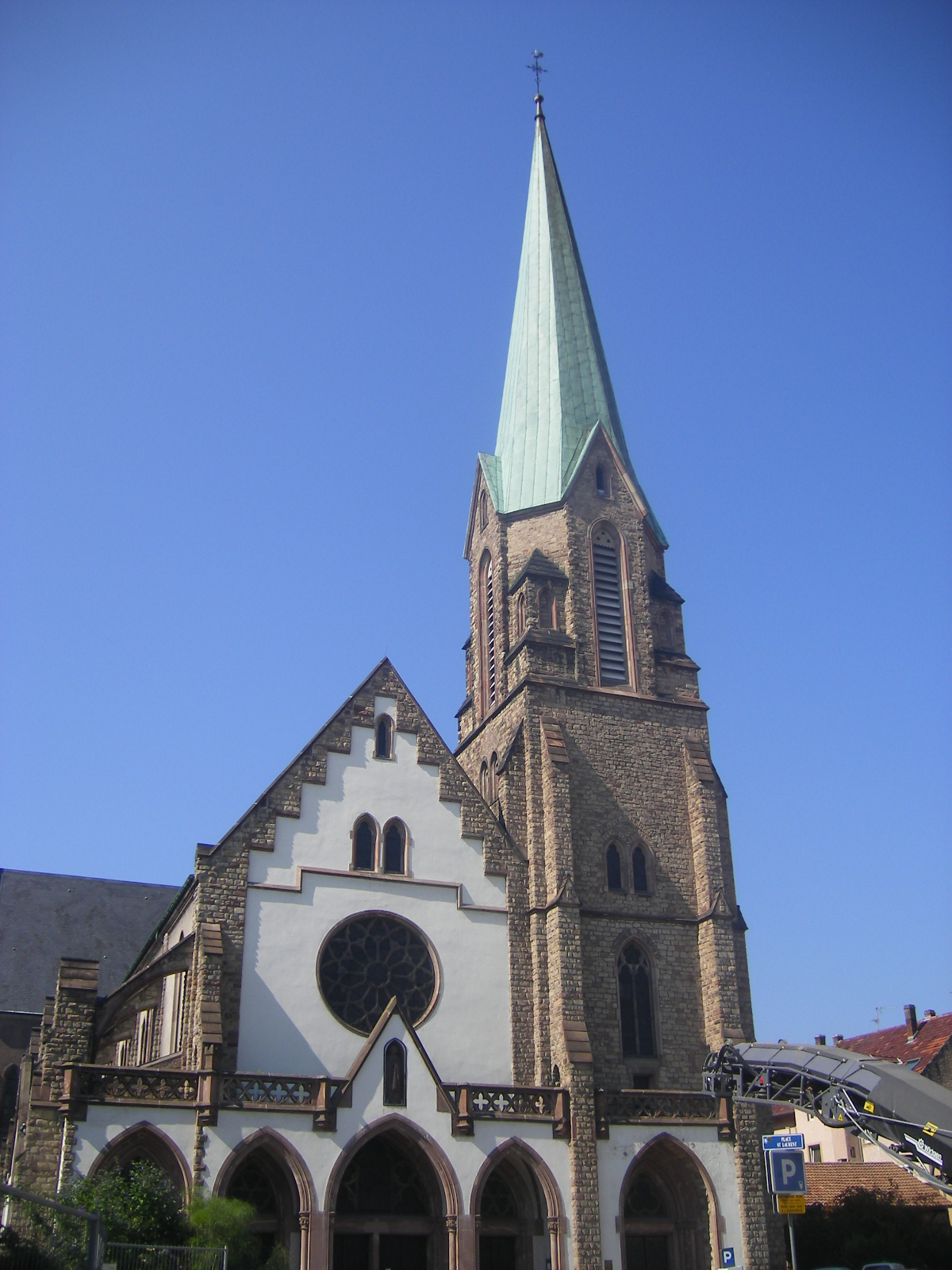
Kirche St. Laurenz (Saint-Laurent)

Bischheim, früher Bischheim am Saum, ist eine französische Stadt mit 17.939 Einwohnern (Stand 1. Januar 2021) im Département Bas-Rhin in der Region Grand Est (bis 2015 Elsass). Sie liegt im Arrondissement Strasbourg und im Kanton Schiltigheim.

## Geographie
Die Stadt liegt im Unterelsass am Fluss Ill und am Rhein-Marne-Kanal. Bischheim ist ein nördlicher Vorort von Straßburg; bis zum Münster im Zentrum sind es vier Kilometer. Es besteht eine Nahverkehrsverbindung mit der Straßenbahnlinie B und Regionalzügen der Bahnstrecke Wörth–Strasbourg.
Die Nachbarkommunen von Bischheim sind (von Norden im Uhrzeigersinn): Hœnheim, Straßburg, Schiltigheim und Niederhausbergen.

## Etymologie
Der Dorfname wird traditionell als ‚Heim/Ort des Bischofs‘ erklärt. Der Legende nach soll Bischoffsheim von Chlodwig an den Heiligen Remigius gegeben worden sein.

## Geschichte
Ältere  Ortsbezeichnungen sind  Biscovesheim (1163) und Biscovisheim (1212). In einem handgeschriebenen Zollbuch des 14. Jahrhunderts ist Byschovisheim unter den Dörfern aufgeführt, die an Straßburg keinen Zoll zu entrichten brauchen. Weitere Ortsnamen sind Bischofsheim und Biscofesheim  sowie Bischen am Saum.
Die Ortschaft lag früher auf dem Territorium des Heiligen Römischen Reichs und war ein vom Bistum Straßburg vergebenes Lehen.  Hier wurde 1620 von Robert Königsmann der erste Tabak im Elsass gepflanzt.
Im Jahr 1680 wurde die Ortschaft zusammen mit dem weltlichen Besitz des Bistums Straßburg im Rahmen der sogenannten Reunionspolitik Ludwigs XIV. durch Beschluss der Reunionskammern vom Königreich Frankreich annektiert. Besitzer des Dorfs war um 1780 der Baron Böcklin von Böcklinsau.
Durch den Frankfurter Frieden vom 10. Mai 1871 kam das Gebiet an das deutsche Reichsland Elsaß-Lothringen, und das Dorf wurde dem Landkreis Straßburg im Bezirk Unterelsass zugeordnet. Am Anfang des 20. Jahrhunderts hatte Bischheim eine Simultankirche, eine Synagoge, eine Eisenbahn-Reparaturwerkstätte, eine Bierbrauerei, eine Mälzerei, Stärke-, Seiden- und Konservenfabrikation sowie Ziegel- und Kalkbrennerei.
Nach dem Ersten Weltkrieg musste die Region aufgrund der Bestimmungen des Versailler Vertrags 1919 an Frankreich abgetreten werden. Im Zweiten Weltkrieg war die Region von der deutschen Wehrmacht besetzt. Die jüdische Bevölkerung wurde 1940 nach Südfrankreich deportiert und die Synagoge geplündert. Laut Yad Vashem wurden 38 Juden aus Bischheim Opfer des Holocaust.

### Demographie
| Jahr | Einwohner | Anmerkungen |
| ---- | --------- | --- |
| 1784 | –         | einhundert jüdische Familien mit 570 Individuen, die eine Synagoge haben                                                |
| 1793 | 1423      | [ 13 ] |
| 1821 | 2088      | davon 956 Evangelische, 432 Katholiken, sechs Reformierte, 682 Juden und 14 Täufer                                      |
| 1846 | 3137      | [ 14 ] |
| 1866 | 3654      | [ 15 ] |
| 1872 | 3828      | am 1. Dezember, in 424 Häusern                                                                                          |
| 1880 | 4931      | am 1. Dezember, auf einer Fläche von 428 ha, in 476 Wohnhäusern, davon 2032 Katholiken, 2382 Protestanten und 516 Juden |
| 1890 | 6045      | [ 14 ] |
| 1900 | 7764      | [ 9 ] [ 14 ] |
| 1905 | 9012      | [ 14 ] |
| 1910 | 9865      | [ 17 ] [ 14 ] |

| 1962   | 1968   | 1975   | 1982   | 1990   | 1999   | 2006   | 2018   | 2021   |
| ------ | ------ | ------ | ------ | ------ | ------ | ------ | ------ | ------ |
| 12.355 | 14.383 | 14.985 | 16.215 | 16.308 | 16.763 | 17.827 | 17.137 | 17.939 |

## Wappen
Wappenbeschreibung: In Blau ein rotgezungter aufgerichteter silberner Ziegenbock.

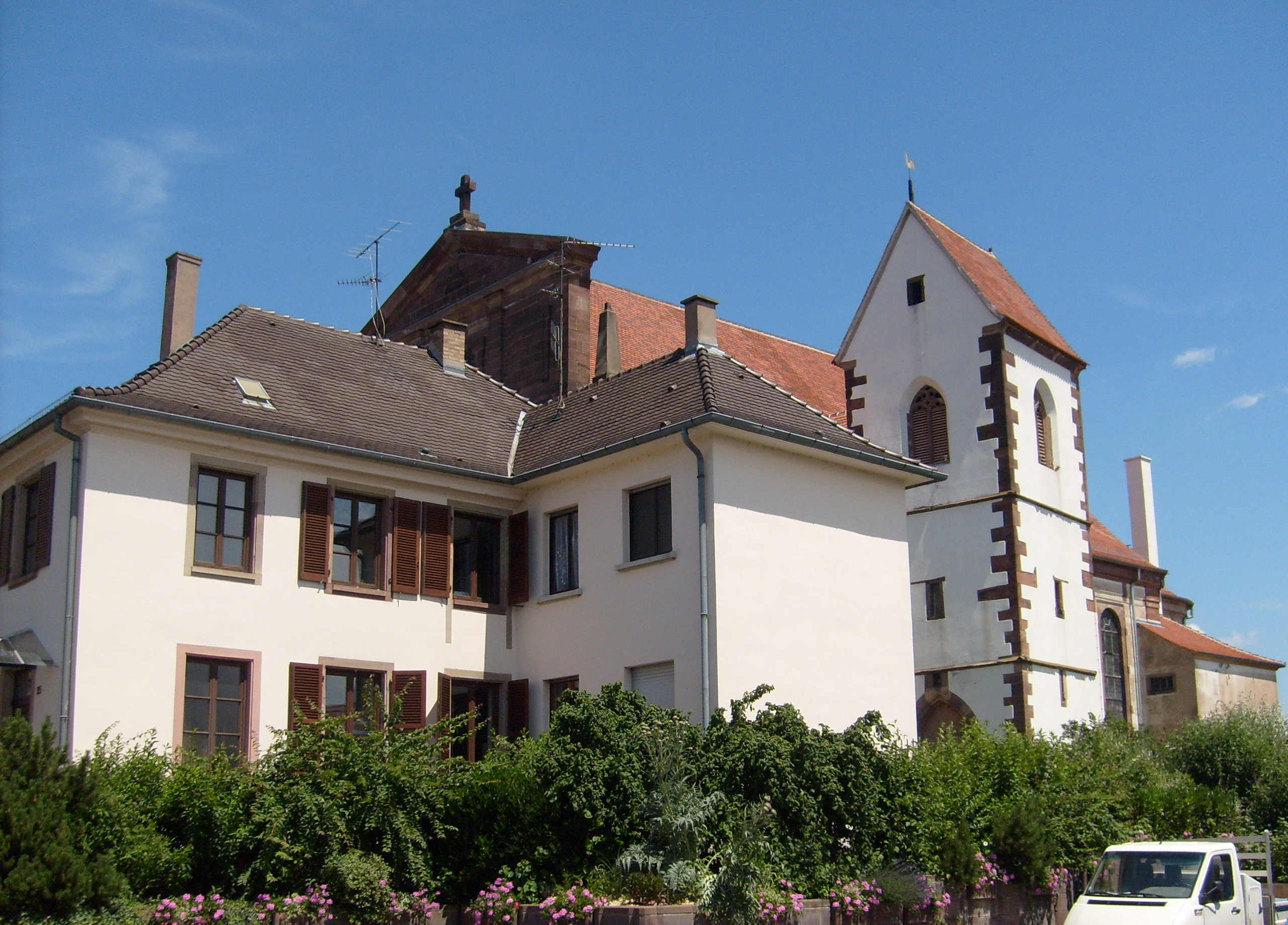
Protestantische Kirche

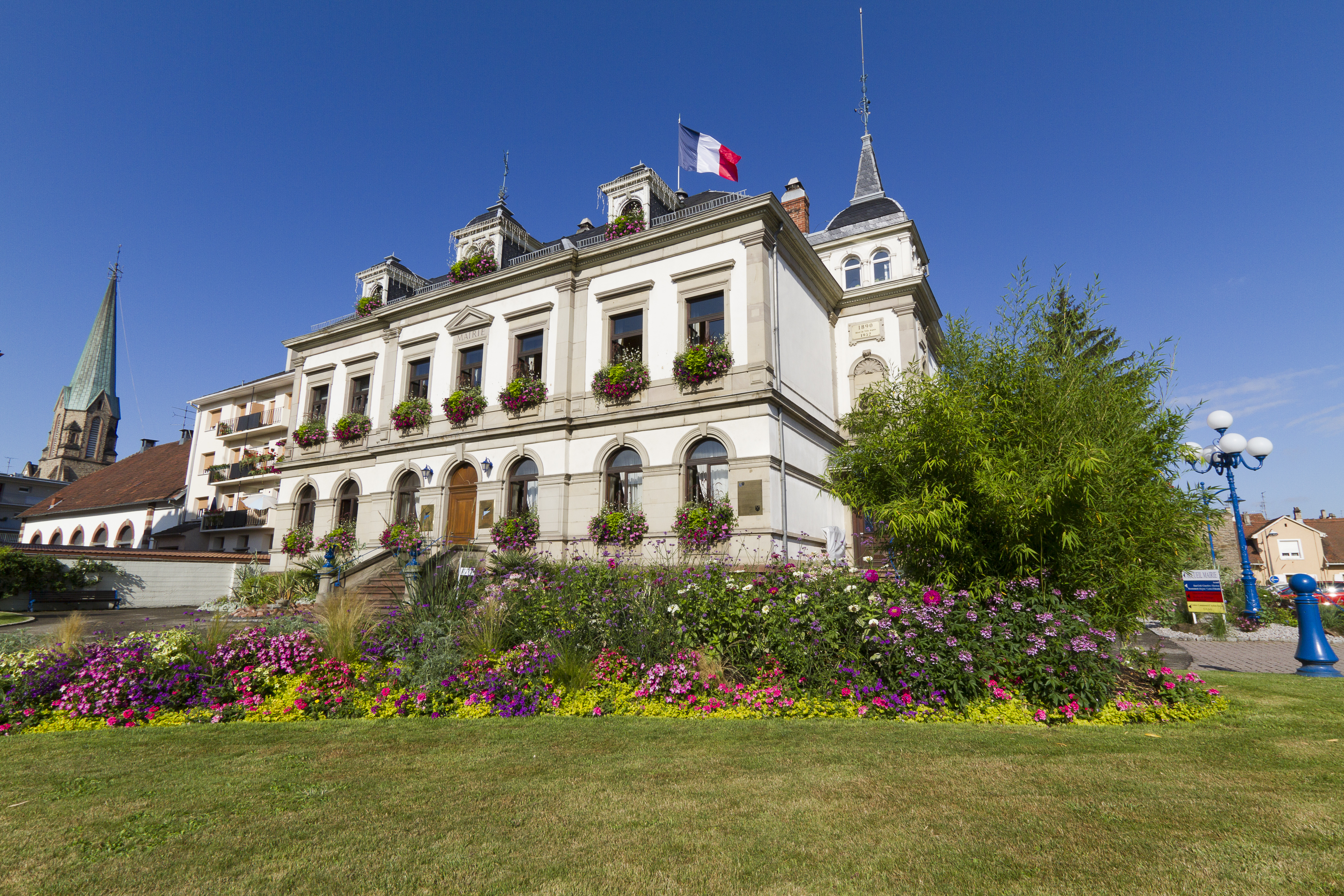
Rathaus

## Sehenswürdigkeiten
- „Englischer Hof“ oder „Engländerhof“ (Château (de la Cour) d’Angleterre), denkmalgeschütztes Schloss mit Gartenanlage der Familie De Dietrich (1751), nicht zu besichtigen[18]
- Protestantische Kirche (Glockenturm aus dem 14. Jahrhundert, Kirchenschiff aus dem 18. Jahrhundert; Ausstattung aus dem 18. Jahrhundert, darunter denkmalgeschützte Orgel; Glasfenster von Joseph Ehrismann)
- Kirche St. Laurentius (Saint-Laurent; neugotisch, frühes 20. Jahrhundert)
- Cour des Boecklin („Boeckelshof“) mit Mikwe aus dem 18. Jahrhundert (Monument historique)[19]
- Jüdischer Friedhof, 1797 angelegt
- Rathaus (hôtel de ville), ehemalige Prachtvilla eines Großunternehmers (1890)

## Persönlichkeiten

### Söhne und Töchter der Stadt
- Adolf Riff (* 29. Juni 1850; † 15. Mai 1929 in Straßburg), Jurist und Mitglied des Deutschen Reichstags
- René Louis Becker (* 7. November 1882; † 28. Januar 1956 in Dearborn, Michigan), Komponist, Organist und Pianist
- Eduard Beck (* 29. April 1884; † 15. Dezember 1966), deutscher Heraldiker, Genealoge und Verwaltungsjurist
- François Gangloff (* 11. Juli 1898; † 16. März 1979 in Straßburg), Turner
- Marguerite Kuczynski (* 5. Dezember 1904; † 15. Januar 1998 in Berlin), Wirtschaftswissenschaftlerin und Übersetzerin
- Jean Wendling (* 29. April 1934), Fußballnationalspieler
- Roland Engel (* 15. Juni 1948), Liedermacher und Schauspieler

### Personen, die vor Ort gewirkt haben
- Cerf Beer (* um 1726 in Medelsheim; † 7. Dezember 1793 in Straßburg), Vorkämpfer für die jüdische Emanzipation, heiratete nach Bischheim und lebte hier
- David Sinzheim (* 16. November 1745 in Trier; † 11. Februar 1812 in Paris), Rabbiner in Straßburg, wirkte ab 1785 in Bischheim
- Maximilien de Ring  (* 27. Mai 1799 in Bonn; † 5. März 1873 in Bischheim), Archäologe, Historiker, Landschaftsmaler und Zeichner, starb in Bischheim
- Jakob Ignatius Simonis (* 12. März 1831 in Ammerschweier; † 11. Februar 1903 in Oberbronn), katholischer Pfarrer in Bischheim, Professor und Reichstagsabgeordneter
- Adolf Ury  (* 14. Juni 1849 in Niederbronn; † 24. August 1915 in Straßburg), Oberrabbiner und Landtagsabgeordneter, besuchte in Bischheim die Jüdische Gemeindeschule
- Johann Adam Rüppel  (* 13. Januar 1864 in Weibersbrunn; † 1. Januar 1930 in Stockstadt am Main), Baumeister und Architekt, baute 1909/10 die Pfarrkirche in Bischheim
- Dionysius Will (* 8. September 1867 in Landersheim; † 23. Juli 1912 in Hœnheim), katholischer Geistlicher und Mitglied des Deutschen Reichstags, war Vikar in Bischheim
- Otto Bender (* 17. Dezember 1897 in Eichtersheim; † 27. Mai 1988), Politiker (NSDAP), ab 1940 Chef der Zivilverwaltung in Bischheim
- Cédric Stoll (* 6. April 1982 in Schiltigheim), Fußballspieler, spielte bei FC Soleil Bischheim
- Ana Maria De Sá Fernandes (* 14. März 1987 in Vila Chã, Esposende), Fußballspielerin, spielte für Mars Bischheim
- Jonathan Schmid (* 22. Juni 1990 in Straßburg), Fußballspieler, spielte für CS Mars 1905 Bischheim

## Trivia
Zwischen Bischheim, Schiltigheim und Hönheim soll sich die Stelle befinden, wo 357 der römische Kaiser Julian die Alemannen schlug.